# Thorius hankeni
Espèce
Thorius hankeni est une espèce d'urodèles de la famille des Plethodontidae.

## Répartition
Cette espèce est endémique du Guerrero au Mexique. Elle se rencontre dans la Sierra Madre del Sur.

## Publication originale
- Campbell, Brodie, Flores-Villela & Smith, 2014 : A fourth species of minutes salamander (Thorius: Plethodontidae) from the Sierra Madre del Sur of Guerrero, Mexico. South American Journal of Herpetology, vol. 9, p. 46–51.